# بادي بداي غنيمان المطيري
بادي بداي غنيمان المطيري (رحمه الله)    (توفي في 10 أكتوبر 2015) هو شخصية بارزة من قبيلة مطير في الكويت، معروف بدوره في مجال الفروسية ورعاية الإبل. ينتمي إلى فخذ ميمون من قبيلة مطير، وهي من الأفخاذ المعروفة في منطقة الخليج العربي.

## النسب والعائلة
ينتمي إلى قبيلة مطير، وتحديدًا إلى فخذ ميمون.

## النشاطات والمساهمات
الفروسية: شارك في تأسيس مضمار الشيخ عبدالله الجابر الصباح، أحد أشهر مضامير سباق الخيل في الكويت.
الخيل والبطولات: كان مالكًا للحصان البطل هدو السلام الذي فاز بإحدى البطولات عام 1981، وكذلك للفرس المعروفة أم الهيل.
رعاية الإبل: عُرف كمربٍّ وراعٍ للإبل، وله مشاركات في مهرجانات ومزاينات خاصة بالإبل، وكان يُطلق على إبله اسم مغيضات.

## الشعر
اشتهر بادي بداي غنيمان المطيري أيضًا كشاعر نبطي، وكتب العديد من القصائد التي تمجد الإبل وأصالة البادية. كان يُعرف بإلقائه القصائد في المجالس والميادين، وارتبطت قصائده غالبًا بمناسبات الإبل والفروسية، مما جعله محبوبًا بين المهتمين بالشعر ، و احد القصايد اللي اشتهر و كانت اهداء لـ ندا ابن عشوان
جات الجوايز من هل المجد والطيب
ومن مثلهم في مثلها ما ابتعدها
جتنا بشايرها وحنا ورا البيب
قال الجوايز والاسامي جردها
بام الطلايب ميدها والمشاريب
وامن القراين قال مبدا هددها
يوم اتضاح العلم مافيه تكذيب
الرايه البيضاء رفعنا عمدها
وطبت على الميدان حرش العراقيب
استبشرت بالخير واقبل سعدها
شربت وقادت واقتفوها المعازيب
فلة وعشت وامرحت في وعدها
قبل طلوع الشمس جونا على الجيب
ثم بلغ الرعيان تركب قعدها
تحضروا للانطلاقه مراقيب
ورفعلها الرشاش واشعل وقدها
تطلقت حم الذرا شمخ النيب
مابه عبورٍ تلتفت في ولدها
ماتسمع الا صياحهم والتناديب
ضخ العرق فاباطها ومن جسدها
جاتك معا الفاو الجنوبي جناديب
وصلت إلى الميدان باعلى جهدها
صكو عليها يفتلون الاشانيب
اهما هل الميدان واهما سندها
باقيادة اللي هجرته تسمي الذيب
رجلٍ لياصارت شعوره فقدها
ندا هديب الشام ماغيره اهديب
ندا سبق للمرجله واحتصدها
وجزاع بن عشوان وعبيد وكليب
وكل أهل الجدعا بكامل عددها
ومن لجنة التحكيم جات المناديب
شاف النتايج واضحه واعتمدها
ووزع جوايزها بامانه وترتيب
حتي الاذواد المفلسه ماطردها
ومن عقبها قام بتهلي وترحيب
يامرحبا بالابل واللي وفدها
ثم اكرم الاجناب هم والاقاريب
عشرين كبشٍ بالصياني نضدها
ثم دارت القهوه ومداخن الطيب
ندا لياراد السمينه وجدها
وابن زويد قال كلمه بتعقيب
الجايزه من حر ماله رصدها
ابو حسن مافيه شكٍ ولا ريب
رجل لياراد المعالي صعدها
للمرحوم / بادي بداي الضاوي

## اللقب
حصل على لقب "نصير الشباب" بسبب دعمه المستمر للشباب الكويتي في مجالات الفروسية والهجن، حيث كان يشجعهم ويدعمهم ماديًا ومعنويًا.

## الوفاة
توفي في 10 أكتوبر 2015، وتمت الصلاة عليه ودفنه في مقبرة صبحان في الكويت. نعى العديد من أفراد القبائل ومحبي الفروسية رحيله.